# 铁炉站
铁炉站是陇海铁路和郑州铁路西北环线上的一个铁路车站，位于河南省郑州市中原区须水街道，建于1907年，目前为四等站，邮政编码为450065。目前客运：办理旅客乘降；不办理行李、包裹托运；货运：办理整车货物发到。